# Dimitrij Zvonimír
Král Dimitrij Zvonimír, či jen Zvonimír (chorvatsky Zvonimir či Dmitar Zvonimir, nebo Dimitrije Zvonimir, latinsky Demetrius, též Demetrius Zvonimirus/Sunimirio, † 20. dubna 1089) byl od roku 1075 až do své smrti králem středověkého Chorvatského království. Byl posledním (či předposledním) chorvatským králem z domácí dynastie Trpimírovců, který panoval nad celým Chorvatským královstvím.

## Původ
Zvonimír (lze se také setkat s variantami Suinimir, Suenimir, Zolomer, Zorobel ad.) pocházel z chorvatského rodu Trpimírovců. Byl nejprve zemským bánem Slavonie ve službách krále Štěpána I. Chorvatského a poté se stal chorvatským knížetem ve službách krále Petra Krešimíra IV. Ten před svou smrtí v roce 1074 Zvonimíra určil za svého nástupce. Zvonimír na trůn nastoupil na jaře roku 1075.

## Vláda

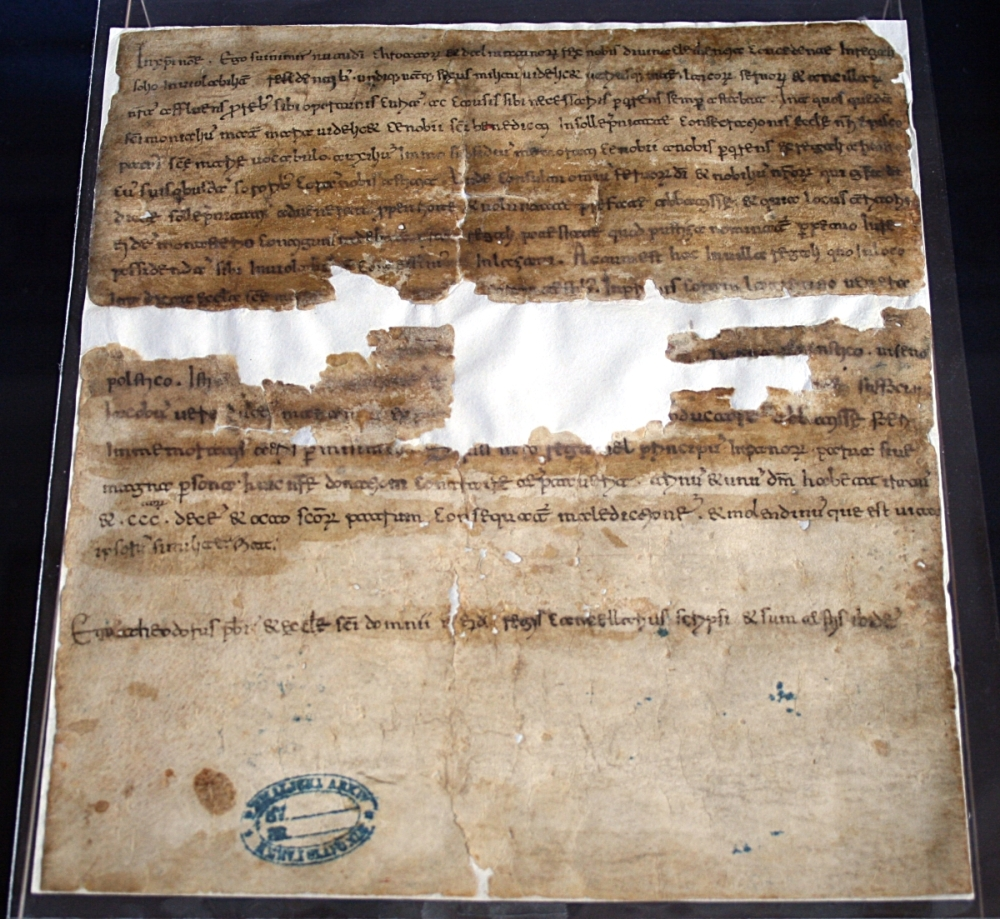
Darovací listina krále Zvonimíra (11. století)

Zvonimír byl korunován 8. října 1075 v bazilice svatých Petra a Mojžíše v Solinu z rukou Gebiza, zmocněnce papeže Řehoře VII. Své královské sídlo měl v Kninu, který dodnes nese přídomek „město krále Zvonimíra“.
Patřil mezi spojence papeže, zaváděl Gregoriánské reformy a během svého panování zrušil otroctví. Zároveň bojoval jako spojenec Normanů s Byzantskou říší.
V roce 1089 požádal papež Urban II. Zvonimíra o vojenskou podporu v boji proti Seldžukům u Konstantinopole. Zvonimír svolal sabor (shromáždění) na chorvatském Kosově poli poblíž Kninu, aby podpořil papežské vojsko, zemřel však ještě během shromáždění.
Ohledně jeho úmrtí existují dvě verze: jedna říká, že se stal obětí spiknutí a byl zavražděn, druhá hovoří o přirozené smrti.

## Dědictví

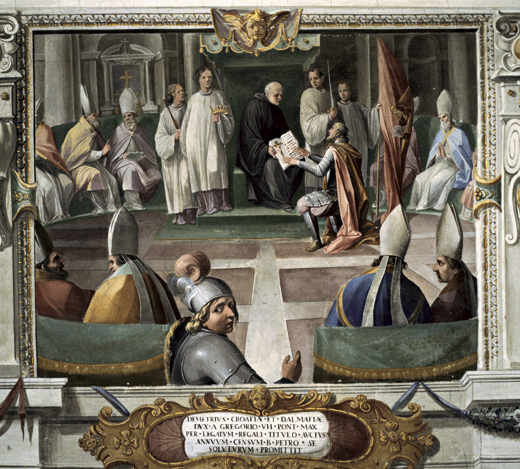
Přísaha Zvonimíra, vatikánská freska z roku 1611

Dimitrij Zvonimír je v současném Chorvatsku vnímán jako poslední domácí král, který měl skutečnou moc, a je považován za jednoho z národních hrdinů středověkého období. Předčasná smrt jeho syna Radovana a krátká vláda Štěpána II. uvrhly Chorvatsko do unie s Uhrami, která trvala až do roku 1918.
Kulturně a historicky významná Bašská deska byla vyryta krátce po jeho smrti a obsahuje odkazy na něj i na řadu jeho šlechticů z 11. století. Poprvé se na ní titul chorvatských králů objevuje v chorvatštině jako kral (dnes kralj v moderní chorvatštině). Jeho jméno je také uvedeno v Jurandvorských fragmentech z 11. nebo 12. století ze stejného kostela v Bašce na ostrově Krk a v šesti písemných dokumentech z 12. století o různých statcích, které Zvonimír daroval.

### Legenda o smrti
Existuje několik verzí legendy o jeho často násilné smrti. Společné všem je, že Zvonimír je považován za posledního chorvatského krále, přičemž se zcela opomíjí Štěpán II. a jakýkoli možný kontext s ním spojený. Zvonimír a jeho vláda jsou vykresleni v mimořádně pozitivním světle – jako dobrý, srdečný, oddaný a svatý král, ochránce křesťanské víry, zatímco jeho království a lidé prožívali klidné, spravedlivé a bohaté období. Mýtus o „kletbě krále Zvonimíra“, podle níž Zvonimír proklel Chorvaty, že již nikdy nebudou mít vládce vlastního jazyka a národa, ale navždy budou sloužit cizím panovníkům, což se téměř na tisíc let vyplnilo, vychází z legendy o jeho zavraždění.
Nicméně verze o vraždě Chorvaty, která je v historických pramenech připodobňována k židovskému hříchu zabití Ježíše, je považována za historiograficky nemožnou, nemající obdobu ve středověké Evropě a odporující tehdejšímu křesťanskému fanatismu zaměřenému na osvobození Kristova hrobu. Navíc první křížová výprava začala až několik let po Zvonimírově smrti a neexistují důkazy, že by papež či jiní před koncilem v Clermontu (1095) podnikali aktivní kroky u evropských královských dvorů. Skutečnost, že nebyl nikdy prohlášen za mučedníka či světce, naznačuje, že zemřel přirozenou smrtí. Ivo Goldstein tvrdí, že v procesu vytváření legendy došlo k přeskočení několika méně známých panovníků, jako byli Štěpán II. a Petr Svačić, kteří žili blíže době první křížové výpravy. Jejich roky vlády a události v jejich životě byly následně připisovány Zvonimírovi, například násilná smrt byla spojena se smrtí Petra Svačiće, což fiktivně udělalo ze Zvonimíra současníka první křížové výpravy. Chvála panovníka, jeho vztah k víře a srovnání se Židy jsou pravděpodobně inspirovány První slovanskou legendou o sv. Václavovi, která byla populární v hlaholské literatuře. Protiuherský a propapežský sentiment v chorvatském vnímání připomíná centralizační politiku Uherska ve 14.–15. století a boj o dynastii, kdy chorvatští šlechtici většinou podporovali kapetovskou dynastii Anjou. Teorie, že legenda vznikla v 15. století v souvislosti s hrozbou osmanské invaze, je nepravděpodobná. Kult Zvonimíra však přetrvával a ovlivnil i volbu chorvatského krále v Cetinu v roce 1527, kde se v listině uvádí: „po smrti našeho posledního krále jménem Zvonimír jsme se z vlastní vůle připojili ke svaté koruně Uherského království“.
Polsko-uherská kronika ze 13.–14. století je pravděpodobně nejstarším zdrojem, který zmiňuje jeho vraždu. Jedna z jejích kapitol vypráví mytologický příběh napříč různými časovými obdobími, jak král Akvila (Attila) byl Ježíšem Kristem pověřen pomstít zradu a vraždu krále Kazimíra (Zvonimíra), kterého si Kristus vyvolil za vládce, avšak lidé chtěli vládnout sami. Akvila osm dní bojoval proti chorvatským a slavonským šlechticům, přičemž mnoho Slovanů a Chorvatů padlo, a nakonec se rozhodl usadit ve Slavonii a oženit se s chorvatskou ženou. Příběh ospravedlňuje dobytí Chorvatska Ladislavem jako akt pomsty za Zvonimíra. Podle Mladena Ančiće legenda, kterou autor kroniky upravil, dorazila na polský dvůr s Kateřinou Šubić, která se roku 1326 provdala za Boleslava III. Štědrého.
Další verze pochází z Chorvatské kroniky ze 14.–15. století, která vychází z Kroniky kněze z Dukljy ze 13. století. Podle této verze v roce 1079 (chybná interpretace hlaholského písmena 80 jako cyrilského 70) papež Urban II., usilující o smíření východní a západní církve, požádal Zvonimíra, svého nejsilnějšího spojence v oblasti východního Jadranu, aby se vydal na křížovou výpravu za osvobození Kristova hrobu. Zvonimír svolal Sabor na místě zvaném „Pět kostelů v Kosovu“ (které bylo archeology identifikováno jako Biskupija u Kninu). Měl v úmyslu zmobilizovat armádu ve jménu papeže a císaře, avšak šlechta odmítla odjet daleko od domova, rodin a dětí. Na místě vypukla vzpoura, která vedla k zavraždění Zvonimíra jeho vlastními poddanými a k vyřčení „kletby krále Zvonimíra“. Jeho smrt měl pomstít král Béla I. Uherský, který následně dobyl Chorvatské království, údajně zahrnující „Bosnu, Chorvatsko, Dalmácii a Naronu“.
Vídeňská obrázková kronika ze 14. století neuvádí žádnou násilnou smrt, pouze tvrdí, že když Zolomer (Zvonimír) zemřel bezdětný, jeho manželka čelila bezpráví od nepřátel svého zesnulého muže a v Ježíšově jménu požádala o pomoc svého bratra Ladislava. Ten pomstil její příkoří a vrátil jí Chorvatsko a Dalmácii, které následně zdědil právem královským. Stejný příběh se objevuje i v Kronice Jána z Turca (15. století) a Rerum Ungaricum decades (15.–16. století).
V Historia Salonitana, která již uvádí Zvonimírovu přirozenou smrt, se v jejím dodatku maior ze 14. století (někteří ho datují do 13. století) kombinuje chorvatská redakce Kroniky kněze z Dukljy s uherskými kronikami. Podle tohoto příběhu Zvonimír/Suonemir, kterého Uhři nazývali Zolomer a vládl 35 let, v roce 1100 svolal šlechtice a rytíře na místo „Pět kostelů v Kosovu“ a tam jim přečetl dopisy papeže a císaře, které přikazovaly táhnout přes moře osvobodit Kristův hrob. Rozzuření šlechtici a rytíři, domnívající se, že se tak děje se souhlasem krále, ho zavraždili. V manželství s dcerou Bély I. zůstal bezdětný, a jeho manželka proto povolala na pomoc svého bratra Ladislava, protože se cítila ohrožena vrahy svého muže. Ladislav se svou velkou armádou nejprve dobyl území od řeky Drávy po Železnou horu (Malou Kapelu) a poté mnoho hradů až k pobřeží. Po vítězství předal království své sestře a na památku krále Zvonimíra byl na jeho hrob vztyčen epitaf:
Kdo by mohl zadržet lid, aby nevzdychal,

když hledí na tento hrob, vskutku hodný žalu?

Protože v této temnotě odpočívá jasná hvězda,

s urozeným původem. Jak zvláštně to ochromuje!

Jelikož jeho barbarskou smrt lze vysvětlit jen kletbou,

temným zločinem zlovolného lidu,

jehož zuřivost neustala, dokud se neuklidnilo srdce,

a vraždou nesesadili krále,

tak zdravého, s takovou mocí,

zbožného Zvonimíra, mimořádně spravedlivého a čestného,

který byl jejich štítem proti nepřátelům,

zvyklý drtit brány soupeřů,

plačte, bojovníci, již vůdce skonal,

mladí i staří země chorvatské,

neboť co bylo kdysi znamením království,

i cti a slávy, je nyní v troskách.
Anonymní kronika ze Splitu ze 14.–16. století popisuje, jak francouzský a uherský král vedli v roce 1092 křížovou výpravu proti Saracénům, kvůli čemuž uherský král pozval Zvonimíra, aby se k němu připojil. Ten svolal velké shromáždění chorvatských šlechticů na Petrovo polje. Po třech měsících výmluv šlechty o nedostatku financí a námořních dovedností Zvonimír navrhl, aby šli s uherským králem po souši. To šlechtu rozlítilo natolik, že na něj zaútočili, ale nezabili ho hned. Zvonimír pak přivolal notáře Šimona a před kninským biskupem a dalšími svědky učinil poslední prohlášení – své dvě dcery svěřil šlechtici Snazachovi (Snačićovi) a Chorvatské království odkázal Uhrám, přičemž jejich krále přijal jako svého syna. Byl pohřben v klášteře sv. Marie v Bribiru.
Chronicon breve Regni Croatiae od Ivana Tomašiće (kolem roku 1561) se v jinak podobném líčení liší tím, že jmenuje vrahy – králova osobního tajemníka a kaplana Tadiju Slovince, kteří na popud lidu, nechtějícího jít do války, vešli do králova stanu u baziliky svaté Cecilie na Petrově poli a zavraždili ho ve spánku. Tomašić dále uvádí, že jeho ostatky byly uloženy v kostele svatého Bartoloměje v Kapitulu na okraji Kninu.
Catalogus ducem et regum Dalmatie et Croatie z archivu města Trogir kombinuje legendu s historií. Uvádí, že Zvonimír zemřel v roce 1087, zatímco Zvonimír II., známý také jako Stjepan II., syn Trebeliho, vládl s podporou šlechty. Roku 1096, když poslal vojsko z župy Krbava do svaté války, byl poblíž Kninu zavražděn. Zemřel mučednickou smrtí a podle proroctví se Chorvati dostali pod nadvládu Uherska, zatímco Bosňané a Neretvané zůstali pod správou vlastních vévodů.

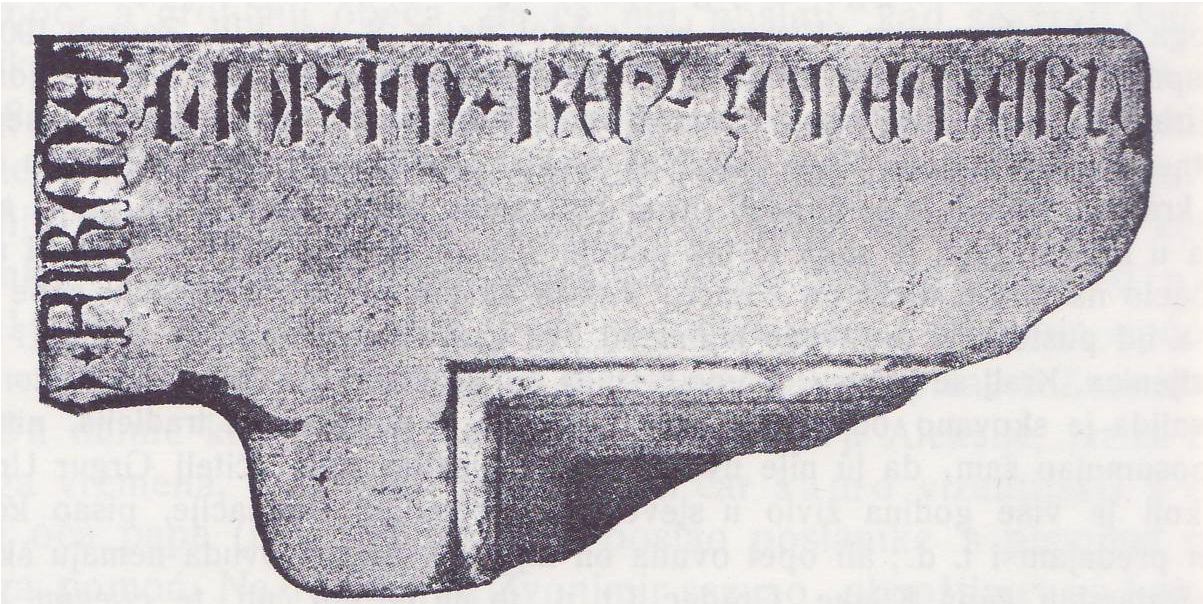
Nápis ze 14.–15. století obsahující jméno krále Zvonimíra (Firma Quorum Rex Zonemerius) byl nalezen na místě Ostrovické pevnosti v Ostrovici v Chorvatsku

Již dříve zmíněný epitaf byl napsán ve vagantském stylu, který byl běžný pouze ve 14. století v okolí Trogiru. Podobá se náhrobku Mladena III. Šubiće († 1348) v Trogirské katedrále, což naznačuje stejné autorství. Fragmenty se zmínkami o králi Zvonimírovi byly nalezeny v kostele sv. Marie v Bribiru a sv. Antonína Velikého v Ostrovici, obě místa vlastnila šlechtická rodina Šubićů. V dopisu Pavla I. († 1312) a Juraje I. Šubiće († 1302) papeži Bonifáci VIII. se uvádí, že Chorvatsko bylo od dob krále Zvonimíra léno Svatého stolce, a proto nikdo nemohl být králem Chorvatska a Dalmácie bez papežského potvrzení. Podle jedné teorie byla legenda spojena s tradicí a politickou propagandou rodu Šubićů, kteří s její pomocí možná chtěli potvrdit genealogickou příbuznost s některou ze Zvonimírových dcer. Tento rod byl známý svou ochranou církve a dobrými vztahy s rytířskými řády spojenými s křížovými výpravami. Náhlá smrt Zvonimíra a jeho kletba mohla být inspirována osudy Mladena II., který byl uvězněn a zemřel v Uhrách, a Mladena III., posledního mocného chorvatského šlechtice, jenž se odvážil vzdorovat uherské královské autoritě.

### Současná doba
Jméno Zvonimír je dnes tradiční a poměrně běžné chorvatské jméno, jehož význam lze vyložit jako „zvuk, zvonění“ (zvoni) a „mír, prestiž“ (mir). Prvním doloženým nositelem tohoto jména byl právě král Zvonimír.
Byly po něm pojmenovány řády a vyznamenání pro vysoké představitele, jak ve 40. letech ve fašistickém Nezávislém státě Chorvatsko (Řád koruny krále Zvonimíra, Medaile koruny krále Zvonimíra), tak od 90. let v moderní Chorvatské republice (Velký řád krále Dimitrije Zvonimíra). Jeho jméno nese také vlajková loď a nejmodernější plavidlo chorvatského námořnictva, Kralj Dmitar Zvonimir (RTOP-12). Po Zvonimírovi jsou pojmenovány ulice, parky a školy po celém Chorvatsku.

## Rodina
Kolem roku 1063 se Zvonimír oženil s Helenou, dcerou Bély I. Uherského a jeho manželky Ryksy Polské. Spolu měli nejméně dvě děti:
- Radovan[19] (cca 1065 – 1083/1089) – byl určeným dědicem trůnu, avšak zemřel před rokem 1089.[20]
- Klaudie – provdaná za Vnihu, vojvodu z rodu Lapčanů.[19][21] Jako věno dostala pozemky v Karinu v Dalmácii.

Tím, že Radovan zemřel mladý, se Zvonimírova přímá dynastická linie přerušila, což vedlo k následné politické nestabilitě a nakonec ke sjednocení Chorvatska s Uherskem.

## Galerie

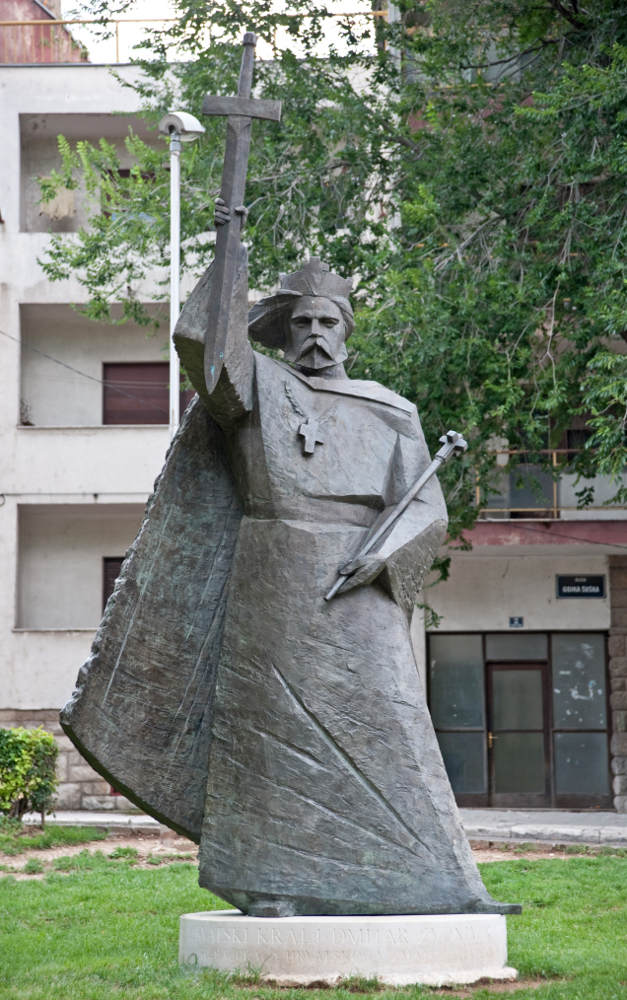
Pomník v Kninu
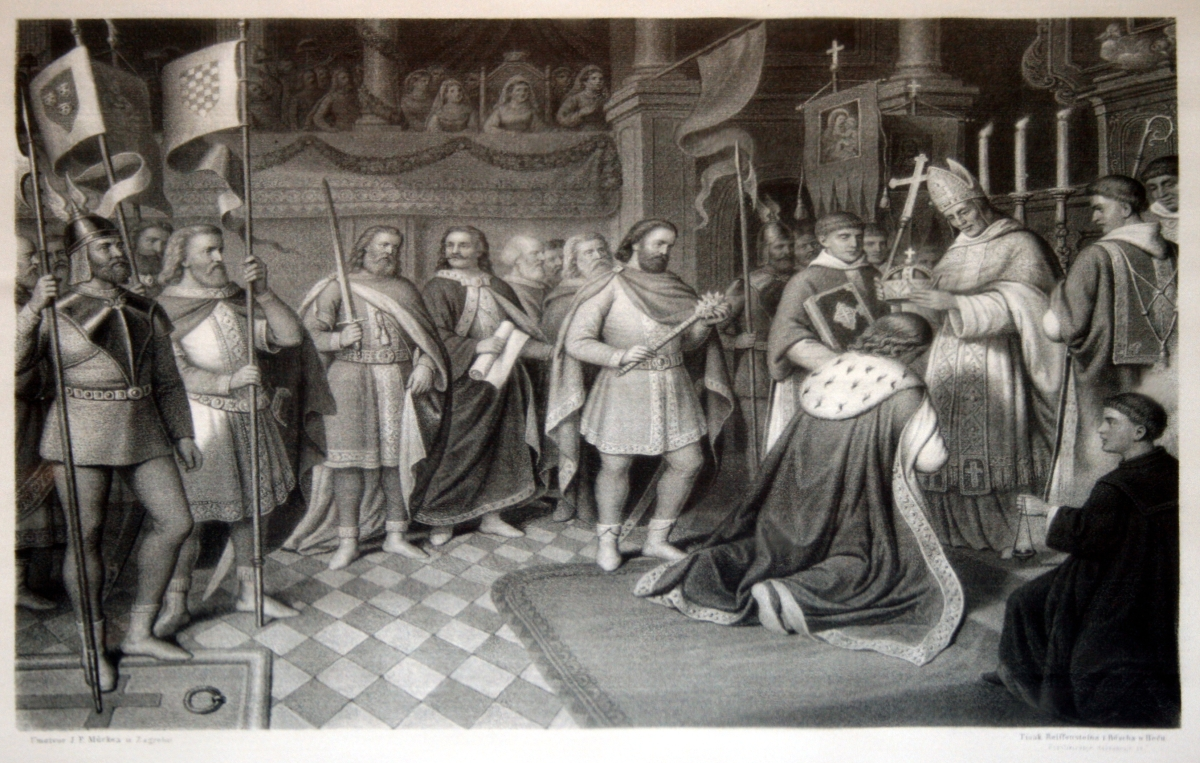
Rytina od J. F. Mückeho, Reiffenstein & Röch, 1868
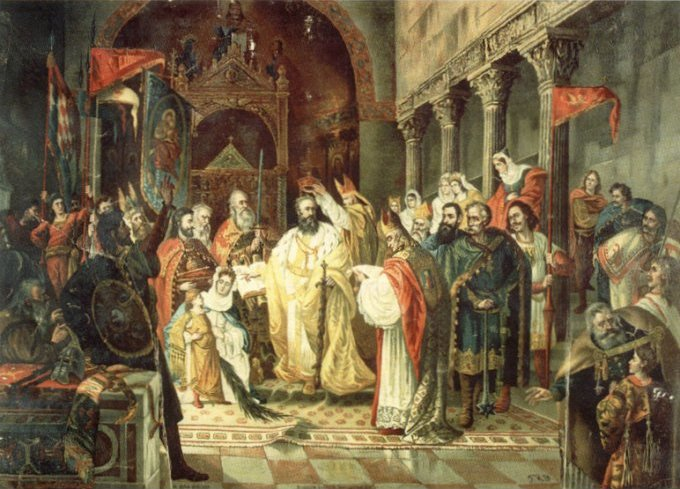
Korunovace Zvonimíra od Ferda Quiquereze, 1897
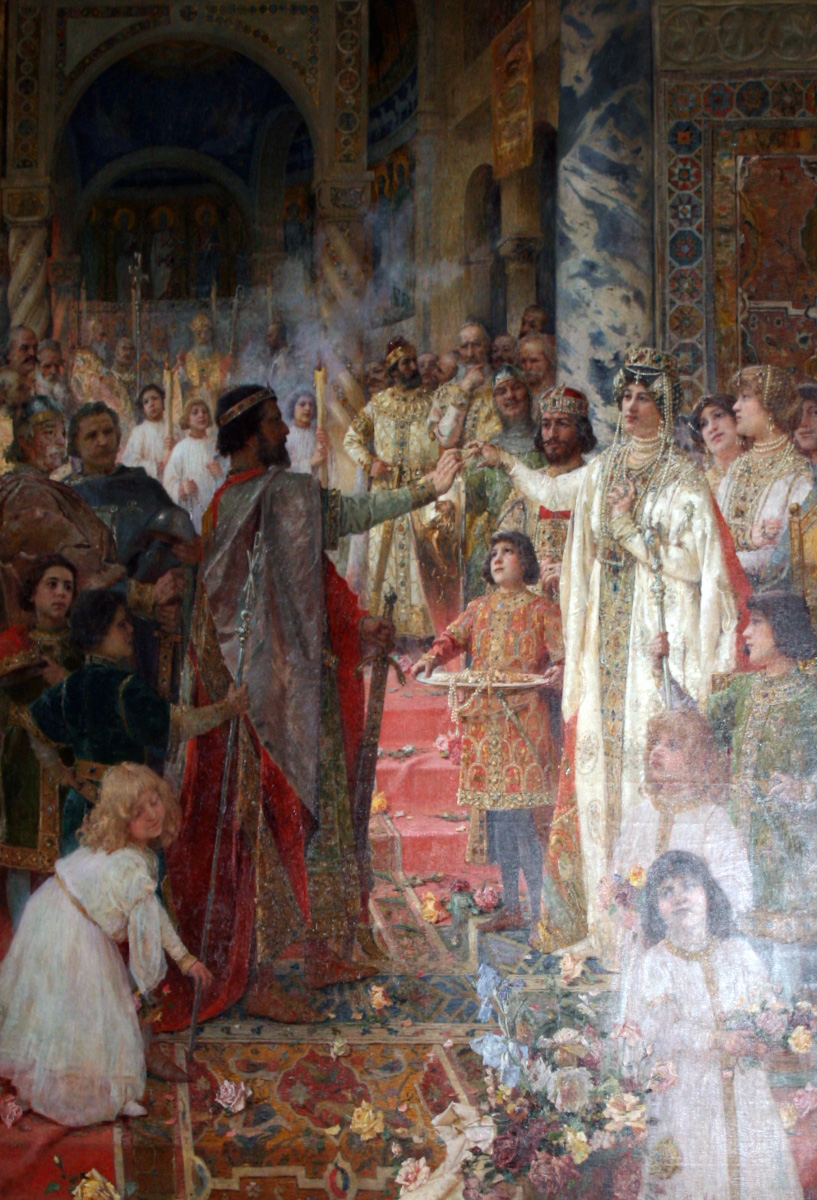
Zvonimírova přísaha od Celestina Medoviće